# Charles C. Gossett
Charles Clinton Gossett (2 septembre 1888 - 20 septembre 1974) est un homme politique américain qui est le 20e gouverneur de l'Idaho et sénateur des États-Unis de l'Idaho, mais occupe les deux postes moins d'un an dans les années 1940. Il est membre du Parti démocrate.

## Jeunesse
Né à Pricetown, dans l'Ohio, Gossett fréquente les écoles publiques de l'Ohio. Il déménage vers l'ouest à Cunningham, Washington, en 1907, à Ontario, Oregon, en 1910, et enfin à Nampa, Idaho, en 1922.

## Carrière
En 1932, Gossett est élu à la Chambre des représentants de l'Idaho. En 1936, il est élu 22e Lieutenant-gouverneur de l'Idaho, servant pendant deux ans aux côtés du gouverneur Barzilla Clark (en). Gossett revient en tant que 24e lieutenant-gouverneur de l'Idaho sous le gouverneur Chase Clark (en), le frère cadet de Barzilla Clark, tous deux élus en 1940.
Gossett est élu gouverneur de son propre chef en 1944, remportant les primaires de juin contre le vérificateur des comptes de l'État de l'Idaho Calvin Wright et le secrétaire d'État de l'Idaho George Curtis ainsi que les élections générales de novembre contre William Detweiler, le candidat républicain de Hazelton. C'est la dernière élection pour un mandat de deux ans, mais Gossett reste en fonction moins d'un an ; il démissionne en novembre 1945 pour laisser son successeur, le lieutenant-gouverneur Arnold Williams, le nommer au Sénat des États-Unis pour succéder à John Thomas,,.
Lors de l'élection spéciale pour le siège en 1946, Gossett est battu lors des primaires démocrates en juin par le sénateur d'État George Donart qui est à son tour battu par le représentant républicain américain Henry Dworshak lors des élections générales de novembre. Après la défaite, Gossett revient à ses anciennes activités commerciales.
Gossett tente un retour politique en 1954 en se présentant au poste de gouverneur. À l'époque, la réélection du gouverneur n'est pas autorisée et le mandat de Len Jordan touche à sa fin. Gossett est battu lors des primaires démocrates pour le poste de gouverneur en août par le sénateur d'État Clark Hamilton qui perd face au procureur général républicain Robert Smylie (en) lors des élections générales. Gossett est nommé à la Commission fiscale de l'Idaho par Smylie en 1956 et sert jusqu'en 1967,.

## Vie privée
Gossett épouse Clara Louise Fleming le 28 novembre 1916 et ils ont trois enfants.
Après une longue maladie, Gossett est décédé à l'âge de 86 ans à Boise le 20 septembre 1974 et est enterré au cimetière Kohlerlawn à Nampa.